# Arsen Harutjunjan (Ringer)
Arsen Harutjunjan (armenisch Արսեն Կարենի Հարությունյան; * 22. November 1999 in Masis) ist ein armenischer Ringer. Er wurde 2019 Europameister in der Freistilgewichtsklasse bis 61 kg Körpergewicht und gewann 2021 die Bronzemedaille bei den Weltmeisterschaften in derselben Gewichtsklasse.

## Werdegang
Harutjunjan, der im freien Stil für den KSV Ispringen in der Deutschen Ringerliga ringt, wurde 2015 bei den Junioreneuropameisterschaften in Subotica Europameister in der Altersklasse bis 18 Jahre (Kadett). Bei den Juniorenweltmeisterschaften im gleichen Jahr wurde er Siebenter. Ein Jahr später gelang ihm bei den Junioreneuropameisterschaften in Stockholm in der Gewichtsklasse bis 54 kg der Gewinn der Silbermedaille bei den Kadetten. Bei den Juniorenweltmeisterschaften in Tiflis konnte er in der gleichen Altersklasse den fünften Platz erreichen. Bei den Junioreneuropameisterschaften 2017 in Dortmund startete Harutjunjan erstmals in der Juniorenklasse. Am Ende gewann er die Bronzemedaille, die er wenig später auch bei den Juniorenweltmeisterschaften in Tampere gewinnen konnte. 2018 wurde er in der Gewichtsklasse bis 57 kg Junioreneuropameister. Bei den Juniorenweltmeisterschaften gewann er erneut Bronze.
Im Dezember 2018 sicherte er sich in der Gewichtsklasse bis 61 kg seinen ersten nationalen Meistertitel. Bei seinen ersten großen internationalen Wettkämpfen im Seniorenbereich, den Ringer-Europameisterschaften 2019 in Bukarest gewann er den Titel nach einem Finalsieg in der Gewichtsklasse bis 61 kg gegen den Georgier Beka Lomtadse, der in der deutschen Ringerliga für Wacker Burghausen antritt.
Im August 2021 nahm Arsen Harutjunjan an den Olympischen Spielen in Tokio teil. Er trat in der Gewichtsklasse bis 57 kg an, verlor jedoch seinen ersten Kampf gegen den Mongolen Erdenebatyn Bechbajar und schied aus. Bei den Weltmeisterschaften in Oslo im Oktober desselben Jahres konnte sich Harutjunjan nach zwei Siegen in den ersten beiden Finalrunden im Halbfinale gegen Daton Fix aus den Vereinigten Staaten nicht behaupten. Den Kampf um Rang 3 gegen den Inder Ravinder konnte er für sich entscheiden und gewann die Bronzemedaille in der Gewichtsklasse bis 61 kg.